# سامان گلریز
سامان گلریز (زاده  ۱۸ اردیبهشت ۱۳۵۰ در اهواز) آشپز و عکاس ایرانی است. از مهم‌ترین برنامه تلویزیونی آشپزی وی برنامه‌ی بهونه از شبکه سه سیما است. گلریز نخستین مرد آشپز  صدا و  سیمای ایران است که بیش از ۲۰ سال در برنامه‌های آموزش آشپزی به عنوان مدرس، مجری و کارشناس حضور داشته است.

## زندگی‌نامه
سامان گلریز متولد اهواز است. او تا ۱۲ سالگی در اهواز بود و بعد از گذشت ۳ سال از جنگ ایران و عراق به همراه خانواده به تهران مهاجرت کردند. او ابتدا در رشته عکاسی فارغ‌التحصیل شد؛ ولی بعدها موفق به کسب مدرک آشپزی بین‌المللی از دانشگاه استارکلاید انگلستان شد.مادر زن سامان گلریز اهل کشور سوییس و از اقوام مهین خیری زاده عروس گاراژچی ها  می باشد. 